# Asún
Asún est un village de la province de Huesca, situé à environ sept kilomètres au nord-ouest de la ville de Sabiñánigo, à 1 260 mètres d'altitude, dans le Val d'Acumuer. Il comptait quarante-trois habitants en 1842, cinquante-sept en 1910 (sans doute le maximum historique) mais est inhabité depuis la fin des années 1960. L'église paroissiale, aujourd'hui en ruines (même si le clocher est encore debout) est dédiée à saint Victorien d'Asane.